# Jan Heřman (1812)
Jan Heřman (anglicky John Herman, 23. ledna 1812 Kroužecký mlýn u Nebužel – 11. června 1888 Wilber, Nebraska) byl česko-americký statkář, podnikatel, duchovní, novinář, redaktor prvních krajanských periodik v USA, spisovatel, socialista a spolkový činovník. Podílel se na rané organizaci českého krajanského života v USA a byl jedním z prvních českoamerických průmyslových podnikatelů.

## Život

### Mládí
Narodil se v Kroužeckém mlýně u Nebužel nedaleko Mělníka ve středních Čechách v evangelické rodině zdejšího mlynáře. Obecnou školu vychodil v Nebuželích, k dalšímu studiu pak odešel na piaristické gymnázium v Praze. Poté se vrátil vypomáhat otci se správou rodinného statku, který po jeho smrti roku 1846 zdědil. Vlastnil také druhý statek v Kovanci u Mladé Boleslavi. Oženil se a založil rodinu. Působil ve zdejší evangelické obci jako duchovní.

### Politické angažmá
Angažoval se v politickém životě a posléze se zapojil též do revolučních událostí v Rakouském císařství roku 1848. Přátelil se mj. s Emanuelem Arnoldem či K. H. Borovským. Po vypuknutí Pražského červnového povstání spěchal se setninou dobrovolníků ku Praze, po zprávách o obležení města vojskem se skupina vrátila zpět. Jako volený delegát se zúčastnil Kroměřížského sněmu a také osobního setkání s císařem Ferdinandem I. Dobrotivým v Olomouci, při kterém žádal záruky občanských svobod. V době nastupujícího Bachova absolutismu se stáhl do ústraní, následně byl pak vystaven politické perzekuci. Roku 1853 se rozhodl Čechy opustit a i se ženou a dětmi vycestovat do Uher, posléze pak do nábožensky i společensky svobodnějších Spojených států.

### V USA
Po plavbě přes Atlantský oceán dorazil téhož roku do přístavu na americkém kontinentě, a následně se přesunul do města Francis Creek v okrese Manitowoc ve Wisconsinu, státě s rostoucí českou komunitou, kde se následně usadil. Do Spojených států s sebou přivezl jmění okolo 80 000 rakouských zlatých, což bylo v porovnání s ostatními českými imigranty poměrně neobvyklé a je možné jej považovat za tehdy jednoho z nejbohatších českých přistěhovalců. Peníze použil k zakoupení hospodářství, posléze je investoval do zřízení pily a mlýna, později působil také jako podílník pil v Reedsville. Spolu se svým společníkem Ferdinandem Scharym založil též ve městě Manitowoc lihovar. Ve své době zde patřil k jednomu z prvních českoamerických podnikatelů.
Záhy se začal angažovat v českých krajanských kruzích, jejichž zdejším členem byl tehdy také Vojta Náprstek. Ten zde po neúspěšném pokusu o vytvoření a udržení česko-amerického časopisu začal vydávat německý Milwaukee Flug-Blätter (1852–1855), s jehož vydáváním Heřman asistoval. V jejich redakci působil také Jan Borecký, se kterým se Heřman patrně znal z evangelické komunity v Kovanci. Roku 1856 se nejspíš zúčastnil možná prvního většího krajanského setkání Čechoameričanů na louce u města Manitowoc, kde byla znovu nadnesena otázka česky psaných novin v USA.
Po podnikatelských neúspěších v 60. letech a krizí kvůli probíhající americké občanské válce přišel o většinu svého jmění a rozhodl se Wisconsin opustit. Roku 1864 nebo 1865 se s rodinou přestěhoval do města Arago v Nebrasce u břehů řeky Missouri na americkém Středozápadě, kde následně vlastnil a provozoval lihovar. Ten se kvůli platné legislativě státu přestal vyprácet, Heřman se tedy přesunul do Aspinwallu, kde provozoval hostinec. Po dalším úpadku pak roku odešel do města Wilber, kde se posléze usadil a obhospodařoval pronajatou státní půdu. Konec života strávil v chudobě.

### Úmrtí
Jan Heřman zemřel 11. června 1888 ve Wilberu v Nebrasce ve věku 76 let.

### Rodina
Jeho syn S. J. Heřman sloužil během americké občanské války od roku 1861 v unionistické armádě.
Janova vnučka Elsie se provdala za českého spisovatele a diplomata Jana Havlasu. Elsie byla první ženou evropského původu, která prošla napříč Tahiti.